# Susana Pérez-Alonso
Susana Pérez-Alonso y García-Scheredre (Santullano de Mieres, Principado de Asturias, 1958), conocida como Susana Pérez-Alonso, es una escritora española.

## Biografía
En febrero de 2010, la escritora denunció ante la Fiscalía Superior del Principado de Asturias que la serie La Señora, idea original de Virgina Yagüe y producida por Diagonal TV para La 1, podría tratarse de un plagio de una de sus obras, Melania Jacoby, que comenzó a escribir a finales de 2005 y que aún no había sido publicada. La fiscalía vio indicios del plagio.
En marzo de 2010, se publica Melania Jacoby, la historia de una asturiana adelantada a su tiempo, una pseudo-biografía de la tatarabuela de la autora, señora de la alta burguesía, dueña de innumerables minas y negocios de Asturias.

## Obras
- Cuentos de hombres, Editorial Trave, 1999. Re-editada por la Editorial DeBolsillo en 2003.
- Mandarina, Editorial Ekoty, 2000. Finalista del Premio La Sonrisa Vertical. Re-editada por la Editorial DeBolsillo en 2004.
- Nada te turbe, Editorial Grijalbo, 2002. Re-editada por la Mundo Editorial en 2008.
- Nunca miras mis manos, Editorial Grijalbo, 2003.
- De la ternura, la impostura y el sexo, Editorial DeBolsillo, 2004.
- La vida es corta, pero ancha, Editorial Grijalbo, 2005.
- En mi soledad estoy, Editorial DeBolsillo, 2005.
- La fuerza de tu abrazo, (Bajo el pseudónimo de Davinia Truman) 2006.
- Melania Jacoby, Editorial Funambulista, 2010.